# Onthophagus australis
Onthophagus australis är en skalbaggsart som beskrevs av Guérin-Méneville 1830. Onthophagus australis ingår i släktet Onthophagus och familjen bladhorningar. Inga underarter finns listade i Catalogue of Life.